# Дача Терентьева
Дача Терентьева — загородный особняк (дача) русского купца и промышленника Терентьева в Евпатории в Крыму, построенный в начале XX века. В Российской Федерации, контролирующей спорную территорию Крыма, является  объектом культурного наследия Республики Крым регионального значения; на Украине, в пределах признанных большинством государств — членов ООН
 границ которой находится спорная территория, — памятником культурного наследия Автономной Республики Крым местного значения.

## Название и расположение
Собственником большого земельного надела на побережье моря в Евпатории был российский промышленник, миллионер Терентьев. Для отдыха от торговых дел он избрал курортный берег западного Крыма и построил там, ориентировочно в 1910 году, дачу которая с тех пор и носит название — дача Терентьева.
По рассказам старожилов и местных работников, существует легенда, что у миллионера была единственная дочь, но из-за тяжёлого характер отца или по другим причинам, она утонула, тогда погрузившийся в депрессию Терентьев построил на самом краю моря величественный дворец-дачу, который напоминал ему его принцессу.
Сама дача расположена на береговом выступе (небольшом мысе), в восточной части Евпатории. Запроектирована в тогдашнем «дачном массиве», а теперь в санаторной зоне города (там остались только санатории), с севера окружена зелёной зоной — муниципальным парком имени Фрунзе. Адрес: город Евпатория, ул. Маяковского, 2.

## История
Исследователи Евпатории, присматриваясь к архитектурным элементам и стилю, утверждают, что автором-архитектором здания был известный евпаторийский архитектор армянского происхождения Павел Яковлевич (Богос Акопович) Сеферов.
Самое высокое из береговых сооружений, в три этажа, с открытыми террасами на море. В стиле постройки проявляются античные мотивы ...
Сразу же после открытия, диковинная белоснежная дача стала местом паломничества жителей и гостей города. Миллионер Терентьев имел немало связей с культурной составляющей столицы Российской империи, поэтому в его поместье приезжали известные тогда лица. Так в 1912 году здесь отдыхал Алексей Толстой. В настоящее время неоклассическое здание становится визиткой курорта Евпатория (немало марок и картин с изображением дачи отправлялись во все концы империи).

### Курортный комплекс в советские времена
После Октябрьского переворота в начале 20-х годов XX века имение Терентьева было национализировано.
Длительное время бесхозяйственного использования и ограбления негативно отразилось на здании. Дача начала приходить в упадок, разрушаться, тогда местные партийные руководители обратились в многочисленные трудовые коллективы Страны Советов взять шефство над большинством «национализированных в буржуев» дач и имений. Таким образом, в 1925 году харьковское заводоуправления откликнулось на просьбу крымчан, и с тех пор на территории поместья-дачи начал работать санаторий «Маяк» Харьковского облздравотдела (в нём лечили детей больных костно-суставным туберкулёзом).
Тремя годами позже, это заведение уже «имени 10-летия Октября», с дневным стационаром на 100 человек. А в 1933 году дачу Терентьева передали под санаторий «имени Красных партизан» (и лечились там взрослые). Но несколькими годами спустя, корпуса санатория передали опять детям.
Во время Второй мировой войны санаторий не подвергался каким-либо существенным разрушением, вероятно в нём также функционировало санаторно-лечебное учреждение.
После войны санаторий «Пролетарий» для детей и их родителей, военных был быстро восстановлен, а в 1956 году его объединили с санаторием «Пионер» (ныне «Орленок»). С тех пор это был известный детский оздоровительный комплекс.
В 60-х годах XX века было ещё несколько реорганизаций и переименований, пока дача Терентьева и прилегающие здания не получили свое окончательное название — пансионат «Золотой берег» в котором лечат тяжелобольных детей.

### Современность
Здание почти сотню лет принадлежало разным курортным заведениям, то её не отчуждали в городское имущества, а закрепили за известным санаторием, который и занимается сохранением, реставрацией и содержанием сооружения. Сейчас дача Терентьева находится на территории санатория «Золотой берег».
В помещении дачи расположен 2-й корпус лечебного учреждения. Здесь больные дети лечат: заболевания верхних дыхательных путей и ЛОР — органов (хронический бронхит, хронические риниты, фарингиты, трахеиты, хронические гаймориты, тонзиллиты, синуити, аденоиды); болезни костно — мышечной и соединительной ткани (артрозы, артриты, последствия переломов, хронические синовиты, бурситы, остеомиелиты; нарушение осанки, сколиоз); болезни периферической нервной системы (радикулиты, стеохондрози, плекситы, полиневриты, вегетативные полиневриты, невриты лицевого и тройничного нервов); заболевания кожи (нейродермиты, экземы, дерматозы, псориаз); заболевания сердечно-сосудистой системы.

## Описание
Неограниченный в финансах, архитектор Павел Сеферов сумел воплотить свои мечты непостижимы и создать на берегу удаленного курорта один из ярких образцов евпаторийского модерна, где использовано немало, элементов классицизма. Асимметричный, ломаный по контурам и сложный план-силуэт — вот визитка необычной архитектуры Евпатории.
Трёхэтажное, асимметричное сооружение составлено из гранённых и овальных эркеров, имеет много открытых площадок (в виде смотровых площадок, балконов и террас) по всему периметру здания. Центральный вход не с моря, а с западной стороны и на цокольном возвышении. К входу ведут помпезные ступени, которые расширяются книзу, по краям лестницы стоят балюстрады.
Первый этаж — приподнят над поверхностью земли (больше метра), поскольку стоит на цокольной подушке (цоколь высокий и выступает дополнительным помещением и подвалом). Над вторым этажом выступает третий фронтон, меньший по размеру, визуально составленный из четырёх ещё меньших фронтонов, которые прилегают друг к другу и сверху (по центру) и перекрываются сферическим куполом. Черепица сделана из бляхи, как и большинство окон, откосов и навесов по всему дому.
Важным архитектурным элементом стали колонны, так, сами фронтоны с запада и с востока опираются на две колонны и две полуколонны. Только южная сторона более ослаблена — тут стоит тимпан с декорацией. В нескольких местах среднего яруса (2 этажа) тимпан с декорацией и ионические колонны с капителями.
Архитектурный декор, по определению исследователей, имеет отношение к стилю ампир. В различных деталях и конструкциях часто используются декоративные вставки присущие ампировской стилистике: разнообразные медальоны с женскими (эллинскими) лицами, маскароны, факелы по краям розет, орнаментальные щитки и немало других элементов. На уровне первого этажа замковый камень прямоугольных окон украшен изображением головы льва.
По некоторым упоминаниям особняк был с первых же дней отгорожен кованым забором (в то время в Евпатории это не было приемлемо).
Имение-дача Терентьева занимала площадь до 1,53 гектара, и значительную площадь занимала парковая зона. За сотню лет, очевидно, старые насаждения не сохранились (сказались война, многочисленные перестройки и достройки оздоровительных корпусов и площадок отдыха). Сейчас на территории этого парка растут: кипарисы и крымские сосны, боярышник и дуб, кедр ливанский и можжевельник, гледичии и платаны, а современники досадили ещё и земляничное дерево, хурму, гранат, а также различные кустарники.